# Badowscy herbu Doliwa
Badowscy herbu Doliwa – polski ród szlachecki.
Rodzina prawdopodobnie posiadała przez lata wieś Badowo Dańki położoną w dawnym województwie skierniewickim obecnie w województwie mazowieckim, w powiecie żyrardowskim, w gminie Mszczonów, którą traktowano jako wieś rodową. Swoje szlachectwo udowadniał z herbem Doliwa w 1837 roku Marceli Badowski dziedzic dóbr Sędziwoje w guberni augustowskiej.